# Bad Bellingen
Bad Bellingen település Németországban, azon belül Baden-Württembergben. Lakosainak száma 5182 fő (2023. december 31.).

## Népesség
A település népessége az elmúlt években az alábbi módon változott:
| Lakosok száma | 1968 | 2388 | 2609 | 2974 | 2889 | 3477 | 3747 | 3827 | 3975 | 5182 |
|               | 1961 | 1967 | 1974 | 1980 | 1987 | 1993 | 2000 | 2006 | 2013 | 2023 |